# Дискография Светланы Лободы
Дискография украинской певицы Светланы Лободы (Loboda) включает в себя четыре студийных альбома, один концертный альбом, один мини-альбом, два альбома ремиксов, три сборника и шестьдесят синглов.
Свою карьеру Светлана Лобода начала в 2002 году в составе поп-группы «Капучино», однако вскоре начала выступать сольно под псевдонимом Алисия Горн и покинула группу. Весной 2004 года она присоединилась к группе «ВИА Гра», в составе которой записала одну песню, «Биология», и уже в сентябре ушла из группы и начала сольную карьеру.
В конце 2004 года вышел дебютный сингл «Чёрно-белая зима», на который также был снят видеоклип. Песня была взята в ротацию радиостанций Украины и попала в пятёрку самых популярных песен. Такого же результата добился сингл «Я забуду тебя», выпущенный в 2005 году. Тогда же вышел дебютный альбом под названием «Ты не забудешь». Также с альбома был выпущен сингл «Чёрный ангел», на который в 2006 году был выпущен сборник ремиксов. В том же году был выпущен внеальбомный сингл «Постой, мущина!», на который также был выпущен сборник ремиксов. В 2008 году Лобода презентовала свой второй студийный альбом «Не Ма4о». В альбом была включена ранее выпущенная песня «Счастье». Лид-сингл «Мишка, гадкий мальчишка» смог добраться до 14-го места в списке самых популярных песен на украинских радиостанциях. Сингл «За что» попал на 8-е место.
В 2009 году певица была выбрана представительницей Украины на конкурсе «Евровидение» в Москве с песней «Be My Valentine (Anti-Crisis Girl)». В финале Лобода заняла 12-е место. Песня стала хитом номер один на Украине, возглавив радиочарт, также песня вошла в шведский и британский сингловые чарты, заняв 46-ю и 167-ю позиции соответственно. В том же году вышел сборник Anti-Crisis Girl, куда вошли лучшие песни певицы с предыдущих альбомов, песня «Be My Valentine» и её русская версия под названием «Парень, ты ниЧё!». Также на альбом попал сингл «By Your Side», записанный совместно с Dj Lutiqe’ом — песня вошла в пятёрку лучших киевского радиочарта.
В 2010 году певица официально сменила название своего музыкального проекта на Loboda и выпустила сингл «Жить легко», который занял 5-е место в киевском радиочарте. Тогда же вышел дуэт с Максом Барских «Сердце бьётся» и сингл «Революция», который вошёл уже в первую тройку. В 2011 году певица записала песню-посвящение своей дочери под названием «Спасибо». Позже вышел сингл «На свете», благодаря которому певица заняла первое место в радиочарте. В 2012 году был выпущен сингл «Облака», с которым певица вновь заняла первое место. В конце года Лобода выпустила сингл «40 градусов», который стал хитом и возглавил радиочарт Украины и попал в первую тридцатку радиочарта России. В 2013 году исполнительница заработала ещё два хита номер один на Украине («Под лёд» и «Город под запретом») и записала свою первую украиноязычную песню «Кохана». В 2014—2015 годах был выпущен успешный дуэт с Эмином Агаларовым «Смотришь в небо», а также синглы «Не нужна», «Пора домой» и «Облиш».
В 2016 году Лобода выпустила сингл «К чёрту любовь», который стал большим хитом, возглавив радиочарт Украины. Последовавший за ним сингл «Твои глаза» только укрепил позиции певицы, которая теперь возглавляла чарты Украины и России, а также чарты других стран СНГ, получив звание самого ротируемого трека года по версии TopHit. В 2017 году был выпущен сингл «Случайная», который также стал хитом. В конце марта был выпущен третий студийный альбом H2LO, возглавивший чарты iTunes почти всех постсоветских стран. Альбом получил платиновую сертификацию в России всего через неделю после релиза, сингл «Твои глаза» также получил платину.
В период с 2018 по 2019 год певца выпустила синглы «Парень», «Лети», «SuperStar», «Instadrama», «Пуля-дура», «Мира мало», также саундтрек к новому сезону шоу «Последний герой» и кавер-версию песни Аллы Пугачёвой «Живи спокойно, страна». В декабре 2019 года Лобода выпустила мини-альбом Sold Out, который смог возглавить отделения iTunes России, Украины и Казахстана. Альбом также получил тройной платиновый статус в России. С альбома были выпущены синглы «В зоне риска» и «Новый Рим», вошедшие в топ-40 радиочарта России.
Весной 2020 года певица выпустила сингл «Мой», вошедший в топ-40 радиочартов России и Украины. Летом была выпущена коллаборация с рэпером Pharaoh’ом «Boom Boom». В октябре состоялась премьера первого концертного альбома Superstar Show Live. В 2021 году исполнительница выпустила сингл «Родной», которому удалось попасть в первую десятку в России. Также были выпущены синглы «Allo», украиноязычная песня «Indie Rock (Vogue)», «Americano», получивший большую поддержку на радиостанциях Украины, «ЗанесLо» и саундтрек к сериалу «Везёт» — «Всё пройдёт».
В 2022 году обратилась к украиноязычному репертуару, выпустив такие синглы как «Молитва» и «Два незнайомці».
По данным TopHit, Лобода — одна из самых ротируемых певиц СНГ. На Украине певица стабильно попадает в топ лучших исполнителей на радио в рейтинге TopHit — с 2014 по 2016 годы певица занимала первое место. Также она единственная певица, семь раз поднимавшаяся на вершину чарта страны. В 2016, 2018 и 2019 годах она была признана самой популярной исполнительницей на радио в России.

## Альбомы

### Студийные альбомы
| Название         | Детали                                                                                      | Сертификации          |
| ---------------- | ------------------------------------------------------------------------------------------- | --------------------- |
| «Ты не забудешь» | - Релиз: 25 сентября 2005 - Лейбл: S&A Music Group, Moon Records - Формат: CD, кассета      |                       |
| «Не Ма4о»        | - Релиз: 15 апреля 2008 - Лейбл: S&A Music Group, Moon Records - Формат: CD                 |                       |
| H2LO             | - Релиз: 24 марта 2017 - Лейбл: Sony Music Entertainment - Формат: CD, цифровая дистрибуция | Россия: 3x Платиновый |
| Made in U        | - Релиз: 24 марта 2023 - Лейбл: LOBODA - Формат: цифровая дистрибуция                       |                       |

### Концертные альбомы
| Название            | Детали                                                                                    |
| ------------------- | ----------------------------------------------------------------------------------------- |
| Superstar Show Live | - Релиз: 16 октября 2020 - Лейбл: Sony Music Entertainment - Формат: цифровая дистрибуция |

### Сборники
| Название                 | Детали                                                                                   |
| ------------------------ | ---------------------------------------------------------------------------------------- |
| Anti-Crisis Girl         | - Релиз: 17 мая 2009 - Лейбл: S&A Music Group, Moon Records - Формат: CD                 |
| «Новое и лучшее»         | - Релиз: 2010 - Лейбл: Moon Records, Астра Рекордс - Формат: CD                          |
| «Песни высшей пробы»     | - Релиз: 2010 - Лейбл: Moon Records - Формат: CD                                         |
| «Boom Boom» (EP Remixes) | - Релиз: 7 октября 2020 - Лейбл: Sony Music Entertainment - Формат: Цифровая дистрибуция |

### Мини-альбомы
| Название | Детали                                                                                    | Сертификации          |
| -------- | ----------------------------------------------------------------------------------------- | --------------------- |
| Sold Out | - Релиз: 14 декабря 2019 - Лейбл: Sony Music Entertainment - Формат: цифровая дистрибуция | Россия: 3x Платиновый |

### Альбомы ремиксов
| Название            | Детали                                                                      |
| ------------------- | --------------------------------------------------------------------------- |
| «Чёрный ангел»      | - Релиз: 19 мая 2006 - Лейбл: S&A Music Group, Moon Records - Формат: CD    |
| «Постой, мущина!»   | - Релиз: 18 ноября 2006 - Лейбл: S&A Music Group, Moon Records - Формат: CD |
| «Made in U» (Mixes) | - Релиз: 22 сентября 2023 - Лейбл: LOBODA - Формат: Цифровая дистрибуция    |

## Синглы

### 2000-е годы
| Год | Название                                  | Наивысшая позиция в чартах | Наивысшая позиция в чартах | Наивысшая позиция в чартах | Наивысшая позиция в чартах | Наивысшая позиция в чартах | Наивысшая позиция в чартах | Наивысшая позиция в чартах | Наивысшая позиция в чартах | Наивысшая позиция в чартах | Наивысшая позиция в чартах | Наивысшая позиция в чартах | Альбом           |
| Год | Название                                  | Украина FDR Top 40         | Украина FDR UA 20          | Украина TopHit Radio       | Украина TopHit AllMedia    | Украина TopHit YouTube     | Киев TopHit Radio          | Россия TopHit Radio        | Россия TopHit AllMedia     | Россия TopHit YouTube      | Москва TopHit Radio        | Мир TopHit Radio           | Альбом           |
| --- | ----------------------------------------- | -------------------------- | -------------------------- | -------------------------- | -------------------------- | -------------------------- | -------------------------- | -------------------------- | -------------------------- | -------------------------- | -------------------------- | -------------------------- | ---------------- |
| 2004 | «Чёрно-белая зима»                        | 4                          | ×                          | ×                          | ×                          | ×                          | ×                          | ×                          | ×                          | ×                          | ×                          | 54                         | «Ты не забудешь» |
| 2005 | «Там, под облаками»                       | —                          | ×                          | ×                          | ×                          | ×                          | ×                          | ×                          | ×                          | ×                          | —                          | 86                         | «Ты не забудешь» |
| 2005 | «Я забуду тебя»                           | 4                          | ×                          | ×                          | ×                          | ×                          | ×                          | ×                          | ×                          | ×                          | —                          | —                          | «Ты не забудешь» |
| 2006 | «Постой, мущина!»                         | —                          | —                          | ×                          | ×                          | ×                          | ×                          | ×                          | ×                          | ×                          | —                          | 106                        | без альбома      |
| 2007 | «Чёрный ангел»                            | 28                         | —                          | ×                          | ×                          | ×                          | ×                          | ×                          | ×                          | ×                          | —                          | 249                        | «Ты не забудешь» |
| 2007 | «Счастье»                                 | 34                         | —                          | ×                          | ×                          | ×                          | ×                          | ×                          | ×                          | ×                          | —                          | 232                        | «Не Ма4о»        |
| 2007 | «Мишка, гадкий мальчишка!»                | 14                         | —                          | ×                          | ×                          | ×                          | ×                          | ×                          | ×                          | ×                          | —                          | 290                        | «Не Ма4о»        |
| 2008 | «Не мачо»                                 | 12                         | —                          | ×                          | ×                          | ×                          | 18                         | ×                          | ×                          | ×                          | —                          | 101                        | «Не Ма4о»        |
| 2008 | «За что?»                                 | 8                          | 4                          | ×                          | ×                          | ×                          | 10                         | ×                          | ×                          | ×                          | —                          | 116                        | «Не Ма4о»        |
| 2008 | «By Your Side» (совместно с DJ Lutiqu’ом) | 5                          | 2                          | ×                          | ×                          | ×                          | 2                          | ×                          | ×                          | ×                          | —                          | —                          | Anti-Crisis Girl |
| 2009 | «Be My Valentine (Anti-Crisis Girl)»      | 1                          | 1                          | ×                          | ×                          | ×                          | 9                          | ×                          | ×                          | ×                          | —                          | 114                        | Anti-Crisis Girl |
| 2009 | «Парень, ты ниЧё»                         | —                          | —                          | ×                          | ×                          | ×                          | 27                         | ×                          | ×                          | ×                          | —                          | 128                        | Anti-Crisis Girl |
| Символ «—» означает, что сингл не попал в чарт или не выпускался в данной стране; символ «×» означает, что чарт был неактивен. |                                           |                            |                            |                            |                            |                            |                            |                            |                            |                            |                            |                            |                  |

### 2010-е годы
| Год | Название                                       | Наивысшая позиция в чартах | Наивысшая позиция в чартах | Наивысшая позиция в чартах | Наивысшая позиция в чартах | Наивысшая позиция в чартах | Наивысшая позиция в чартах | Наивысшая позиция в чартах | Наивысшая позиция в чартах | Наивысшая позиция в чартах | Наивысшая позиция в чартах | Наивысшая позиция в чартах | Альбом      |
| Год | Название                                       | Украина FDR Top 40         | Украина FDR UA 20          | Украина TopHit Radio       | Украина TopHit AllMedia    | Украина TopHit YouTube     | Киев TopHit Radio          | Россия TopHit Radio        | Россия TopHit AllMedia     | Россия TopHit YouTube      | Москва TopHit Radio        | Мир TopHit Radio           | Альбом      |
| --- | ---------------------------------------------- | -------------------------- | -------------------------- | -------------------------- | -------------------------- | -------------------------- | -------------------------- | -------------------------- | -------------------------- | -------------------------- | -------------------------- | -------------------------- | ----------- |
| 2010 | «Жить легко»                                   | 4                          | 1                          | —                          | ×                          | ×                          | 8                          | —                          | ×                          | ×                          | —                          | 211                        | без альбома |
| 2010 | «Сердце бьётся» (совместно с Максом Барских)   | 12                         | 6                          | —                          | ×                          | ×                          | 11                         | —                          | ×                          | ×                          | —                          | 114                        | без альбома |
| 2010 | «Революция»                                    | 3                          | 1                          | 3                          | ×                          | ×                          | 2                          | 69                         | ×                          | ×                          | 63                         | 35                         | без альбома |
| 2011 | «Спасибо»                                      | 10                         | 5                          | 10                         | ×                          | ×                          | 8                          | —                          | ×                          | ×                          | —                          | 128                        | без альбома |
| 2011 | «На свете»                                     | 1                          | 1                          | 1                          | ×                          | ×                          | 1                          | —                          | ×                          | ×                          | —                          | 65                         | без альбома |
| 2012 | «Облака»                                       | 1                          | 1                          | 1                          | ×                          | ×                          | 2                          | —                          | 453                        | 341                        | —                          | 55                         | без альбома |
| 2012 | «40 градусов»                                  | 1                          | 1                          | 1                          | ×                          | ×                          | 1                          | 57                         | ×                          | ×                          | 71                         | 28                         | без альбома |
| 2013 | «Под лёд»                                      | 2                          | 2                          | 1                          | ×                          | ×                          | 1                          | —                          | ×                          | ×                          | —                          | 64                         | без альбома |
| 2013 | «Город под запретом»                           | 1                          | 1                          | 2                          | ×                          | ×                          | 2                          | 99                         | ×                          | ×                          | —                          | 38                         | без альбома |
| 2014 | «Смотришь в небо» (совместно с Эмином)         | 4                          | 3                          | 1                          | ×                          | ×                          | 6                          | 78                         | ×                          | ×                          | 85                         | 47                         | «Начистоту» |
| 2014 | «Не нужна»                                     | 4                          | 2                          | 3                          | ×                          | ×                          | 3                          | —                          | 300                        | 130                        | —                          | 148                        | без альбома |
| 2015 | «Пора домой»                                   | 4                          | 3                          | 1                          | ×                          | ×                          | 1                          | 40                         | —                          | —                          | 41                         | 15                         | без альбома |
| 2015 | «Облиш»                                        | —                          | —                          | —                          | ×                          | ×                          | 96                         | —                          | 314                        | 288                        | —                          | 181                        | без альбома |
| 2016 | «К чёрту любовь»                               | 1                          | 1                          | 1                          | ×                          | ×                          | 1                          | 9                          | 3                          | 13                         | 20                         | 3                          | H2LO        |
| 2016 | «Твои глаза»                                   | 1                          | 1                          | 2                          | 82                         | ×                          | 1                          | 1                          | 1                          | 9                          | 13                         | 1                          | H2LO        |
| 2017 | «Текила-любовь»                                | —                          | —                          | —                          | ×                          | ×                          | —                          | —                          | 565                        | 158                        | —                          | 277                        | H2LO        |
| 2017 | «Случайная»                                    | 6                          | 2                          | 13                         | 48                         | ×                          | 7                          | 15                         | 6                          | 4                          | 29                         | 11                         | H2LO        |
| 2017 | «ТвоиГлазаТуманы» (совместно с Максом Барских) | —                          | —                          | —                          | 80                         | ×                          | —                          | —                          | 203                        | 8                          | —                          | 226                        | без альбома |
| 2017 | «Крыса-ревность»                               | —                          | —                          | —                          | ×                          | ×                          | —                          | —                          | —                          | —                          | —                          | —                          | без альбома |
| 2017 | «Парень»                                       | 6                          | 3                          | 17                         | ×                          | ×                          | 12                         | 4                          | 4                          | —                          | 13                         | 4                          | без альбома |
| 2018 | «Лети»                                         | —                          | —                          | —                          | —                          | —                          | —                          | 38                         | 48                         | —                          | 57                         | 40                         | без альбома |
| 2018 | «Superstar»                                    | —                          | —                          | 40                         | —                          | —                          | 38                         | 8                          | 6                          | 2                          | 17                         | 9                          | без альбома |
| 2018 | «Instadrama»                                   | 16                         | 9                          | 19                         | 35                         | —                          | 59                         | 10                         | 12                         | —                          | 17                         | 10                         | без альбома |
| 2019 | «Последний герой»                              | —                          | —                          | —                          | —                          | —                          | —                          | —                          | 397                        | —                          | —                          | 316                        | без альбома |
| 2019 | «Пуля-дура»                                    | 32                         | —                          | 11                         | 3                          | 3                          | 12                         | 8                          | 7                          | 12                         | 17                         | 9                          | без альбома |
| 2019 | «Живи спокойно, страна»                        | —                          | —                          | —                          | —                          | —                          | —                          | —                          | —                          | —                          | —                          | —                          | без альбома |
| 2019 | «В зоне риска»                                 | —                          | —                          | 84                         | 94                         | 47                         | —                          | 40                         | 48                         | —                          | 78                         | 39                         | Sold Out    |
| 2019 | «Мира мало»                                    | —                          | —                          | 19                         | 34                         | 16                         | 52                         | 22                         | 27                         | 58                         | 28                         | 21                         | без альбома |
| 2019 | «Новый Рим»                                    | —                          | —                          | 32                         | 23                         | 16                         | 87                         | 67                         | 81                         | 49                         | —                          | 69                         | Sold Out    |
| Символ «—» означает, что сингл не попал в чарт или не выпускался в данной стране; символ «×» означает, что чарт был неактивен. |                                                |                            |                            |                            |                            |                            |                            |                            |                            |                            |                            |                            |             |

### 2020-е годы
| Год | Название                             | Наивысшая позиция в чартах | Наивысшая позиция в чартах | Наивысшая позиция в чартах | Наивысшая позиция в чартах | Наивысшая позиция в чартах | Наивысшая позиция в чартах | Наивысшая позиция в чартах | Наивысшая позиция в чартах | Наивысшая позиция в чартах | Наивысшая позиция в чартах | Наивысшая позиция в чартах | Альбом             |
| Год | Название                             | Украина FDR Top 40         | Украина FDR UA 20          | Украина TopHit Radio       | Украина TopHit AllMedia    | Украина TopHit YouTube     | Киев TopHit Radio          | Россия TopHit Radio        | Россия TopHit AllMedia     | Россия TopHit YouTube      | Москва TopHit Radio        | Мир TopHit Radio           | Альбом             |
| --- | ------------------------------------ | -------------------------- | -------------------------- | -------------------------- | -------------------------- | -------------------------- | -------------------------- | -------------------------- | -------------------------- | -------------------------- | -------------------------- | -------------------------- | ------------------ |
| 2020 | «Мой»                                | —                          | —                          | 34                         | 5                          | 6                          | 41                         | 28                         | 20                         | 19                         | 41                         | 26                         | без альбома        |
| 2020 | «Boom Boom» (совместно с Pharaoh’ом) | —                          | —                          | 28                         | 8                          | 8                          | 21                         | —                          | 10                         | 5                          | —                          | 254                        | без альбома        |
| 2020 | «Moloko»                             | —                          | —                          | 43                         | 4                          | 2                          | 92                         | 35                         | 26                         | 11                         | 43                         | 36                         | без альбома        |
| 2021 | «Родной»                             | 19                         | 15                         | 19                         | 1                          | 1                          | 37                         | 10                         | 2                          | 4                          | 24                         | 12                         | без альбома        |
| 2021 | «Allo»                               | 32                         | —                          | 23                         | 9                          | 5                          | 36                         | 17                         | 17                         | 13                         | 32                         | 21                         | без альбома        |
| 2021 | «Indie Rock (Vogue)»                 | —                          | —                          | —                          | 17                         | 23                         | —                          | —                          | 169                        | 33                         | —                          | 627                        | без альбома        |
| 2021 | «Малыш»                              | —                          | —                          | —                          | —                          | 51                         | —                          | —                          | 460                        | 77                         | —                          | 900                        | «13 друзей Билана» |
| 2021 | «Americano»                          | 18                         | 10                         | 32                         | 4                          | 2                          | 36                         | 66                         | 57                         | 16                         | —                          | 79                         | без альбома        |
| 2021 | «ЗанесLо»                            | 19                         | 11                         | 17                         | 2                          | 2                          | 14                         | 38                         | 27                         | 24                         | 80                         | 38                         | без альбома        |
| 2021 | «Всё пройдёт»                        | —                          | —                          | —                          | —                          | 28                         | —                          | —                          | —                          | 54                         | —                          | —                          | без альбома        |
| 2022 | «Молитва»                            | ×                          | ×                          | —                          | —                          | 55                         | —                          | —                          | —                          | —                          | —                          | —                          | без альбома        |
| 2022 | «Два незнайомці»                     | ×                          | ×                          | —                          | 87                         | 36                         | —                          | —                          | —                          | —                          | —                          | —                          | Made in U          |
| 2022 | «Города»                             | ×                          | ×                          | —                          | —                          | 58                         | —                          | —                          | —                          | —                          | —                          | —                          | Made in U          |
| 2023 | «По-українськи»                      | ×                          | ×                          | —                          | —                          | —                          | —                          | —                          | —                          | —                          | —                          | —                          | Made in U          |
| 2023 | «Spogady»                            | ×                          | ×                          | —                          | —                          | —                          | —                          | —                          | —                          | —                          | —                          | —                          | без альбома        |
| 2023 | «Градус 100» (Mix)                   | ×                          | ×                          | —                          | —                          | —                          | —                          | —                          | —                          | —                          | —                          | —                          | Made in U (Mixes)  |
| 2023 | «Spogady» (Mix)                      | ×                          | ×                          | —                          | —                          | —                          | —                          | —                          | —                          | —                          | —                          | —                          | Made in U (Mixes)  |
| 2023 | «Київ-Ницца»                         | ×                          | ×                          | —                          | —                          | —                          | —                          | —                          | —                          | —                          | —                          | —                          | без альбома        |
| 2023 | «Рига-Ницца»                         | ×                          | ×                          | —                          | —                          | —                          | —                          | —                          | —                          | —                          | —                          | —                          | без альбома        |
| 2023 | «Актау-Ницца»                        | ×                          | ×                          | —                          | —                          | —                          | —                          | —                          | —                          | —                          | —                          | —                          | без альбома        |
| 2023 | «Метелица»                           | ×                          | ×                          | —                          | —                          | —                          | —                          | —                          | —                          | —                          | —                          | —                          | без альбома        |
| 2023 | «Метелица (Remix)»                   | ×                          | ×                          | —                          | —                          | —                          | —                          | —                          | —                          | —                          | —                          | —                          | без альбома        |
| 2024 | «Mentor»                             | ×                          | ×                          | —                          | —                          | —                          | —                          | —                          | —                          | —                          | —                          | —                          | без альбома        |
| 2024 | «Мentor 2.0»                         | ×                          | ×                          | —                          | —                          | —                          | —                          | —                          | —                          | —                          | —                          | —                          | без альбома        |
| 2024 | «Имя»                                | ×                          | ×                          | —                          | —                          | —                          | —                          | —                          | —                          | —                          | —                          | —                          | без альбома        |
| 2024 | «Молодая»                            | ×                          | ×                          | —                          | —                          | —                          | —                          | —                          | —                          | —                          | —                          | —                          | без альбома        |
| 2024 | «Любовь до конца света»              | ×                          | ×                          | —                          | —                          | —                          | —                          | —                          | —                          | —                          | —                          | —                          | без альбома        |
| Символ «—» означает, что сингл не попал в чарт или не выпускался в данной стране; символ «×» означает, что чарт был неактивен. |                                      |                            |                            |                            |                            |                            |                            |                            |                            |                            |                            |                            |                    |

### Промосинглы
| Год | Название                                         | Наивысшая позиция в чартах | Наивысшая позиция в чартах | Наивысшая позиция в чартах | Наивысшая позиция в чартах | Наивысшая позиция в чартах | Наивысшая позиция в чартах | Наивысшая позиция в чартах | Наивысшая позиция в чартах | Наивысшая позиция в чартах | Наивысшая позиция в чартах | Наивысшая позиция в чартах | Альбом                     |
| Год | Название                                         | Украина FDR Top 40         | Украина FDR UA 20          | Украина TopHit Radio       | Украина TopHit AllMedia    | Украина TopHit YouTube     | Киев TopHit Radio          | Россия TopHit Radio        | Россия TopHit AllMedia     | Россия TopHit YouTube      | Москва TopHit Radio        | Мир TopHit Radio           | Альбом                     |
| --- | ------------------------------------------------ | -------------------------- | -------------------------- | -------------------------- | -------------------------- | -------------------------- | -------------------------- | -------------------------- | -------------------------- | -------------------------- | -------------------------- | -------------------------- | -------------------------- |
| 2005 | «Чёрно-белая зима» (Remix)                       | —                          | ×                          | ×                          | ×                          | ×                          | ×                          | ×                          | ×                          | ×                          | —                          | —                          | без альбома                |
| 2008 | «Я влюбилась»                                    | —                          | —                          | ×                          | ×                          | ×                          | —                          | ×                          | ×                          | ×                          | —                          | —                          | «Не Ма4о»                  |
| 2008 | «Счастье» (Remix)                                | 20                         | 9                          | ×                          | ×                          | ×                          | —                          | ×                          | ×                          | ×                          | —                          | —                          | без альбома                |
| 2008 | «Сердце моё»                                     | —                          | —                          | ×                          | ×                          | ×                          | —                          | ×                          | ×                          | ×                          | —                          | —                          | без альбома                |
| 2008 | «Я забуду тебя» (Mix)                            | —                          | —                          | ×                          | ×                          | ×                          | —                          | ×                          | ×                          | ×                          | —                          | —                          | без альбома                |
| 2009 | «Ты не забудешь»                                 | —                          | —                          | ×                          | ×                          | ×                          | —                          | ×                          | ×                          | ×                          | —                          | —                          | «Ты не забудешь»           |
| 2011 | «На свете» (Remix)                               | —                          | —                          | 56                         | ×                          | ×                          | 58                         | —                          | ×                          | ×                          | —                          | —                          | без альбома                |
| 2012 | «What About U»                                   | —                          | —                          | —                          | ×                          | ×                          | —                          | —                          | ×                          | ×                          | —                          | 227                        | без альбома                |
| 2013 | «Начало»                                         | —                          | —                          | —                          | ×                          | ×                          | —                          | —                          | ×                          | ×                          | —                          | —                          | без альбома                |
| 2013 | «40 градусов» (Alex Ortega & Ivan Demsoff Remix) | —                          | —                          | —                          | ×                          | ×                          | —                          | —                          | ×                          | ×                          | —                          | —                          | без альбома                |
| 2013 | «Нежность»                                       | —                          | —                          | —                          | ×                          | ×                          | —                          | —                          | ×                          | ×                          | —                          | —                          | без альбома                |
| 2013 | «Под лёд» (Serge Falcon Official Remix)          | —                          | —                          | —                          | ×                          | ×                          | —                          | —                          | ×                          | ×                          | —                          | —                          | без альбома                |
| 2014 | «Смотришь в небо» (Remix) (совместно с Emin’ом)  | —                          | —                          | —                          | ×                          | ×                          | —                          | —                          | ×                          | ×                          | —                          | —                          | без альбома                |
| 2015 | «Не нужна» (DJ M.E.G. & N.E.R.A.K. Remix)        | —                          | —                          | —                          | ×                          | ×                          | —                          | —                          | —                          | —                          | —                          | —                          | без альбома                |
| 2015 | «Нікому то не треба»                             | —                          | —                          | —                          | ×                          | ×                          | —                          | —                          | —                          | —                          | —                          | —                          | «Скрябін: Концерт пам’яті» |
| 2016 | «Твои глаза» (DJ Antonio Remix)                  | —                          | —                          | —                          | ×                          | ×                          | —                          | —                          | —                          | —                          | —                          | —                          | без альбома                |
| 2016 | «Кохана»                                         | —                          | —                          | —                          | ×                          | ×                          | —                          | —                          | —                          | —                          | —                          | —                          | без альбома                |
| 2017 | «Жарко» (совместно с Monatik’ом)                 | —                          | —                          | —                          | ×                          | ×                          | —                          | —                          | —                          | —                          | —                          | —                          | H2LO                       |
| 2017 | «Стерва»                                         | —                          | —                          | —                          | ×                          | ×                          | —                          | —                          | 348                        | 191                        | —                          | 178                        | H2LO                       |
| 2017 | «Танцую волосами»                                | —                          | —                          | —                          | ×                          | ×                          | —                          | —                          | —                          | —                          | —                          | —                          | H2LO                       |
| 2017 | «Убей меня»                                      | —                          | —                          | —                          | ×                          | ×                          | —                          | —                          | —                          | —                          | —                          | —                          | H2LO                       |
| 2017 | «Париж»                                          | —                          | —                          | —                          | ×                          | ×                          | —                          | —                          | —                          | —                          | —                          | —                          | H2LO                       |
| 2018 | «Парень» (DJ Antonio Remix)                      | —                          | —                          | —                          | —                          | —                          | —                          | —                          | —                          | —                          | —                          | —                          | без альбома                |
| 2019 | «Назначаю своим»                                 | —                          | —                          | —                          | —                          | —                          | —                          | —                          | —                          | —                          | —                          | —                          | «Не Ма4о»                  |
| 2020 | «Bon Appétit»                                    | —                          | —                          | —                          | —                          | —                          | —                          | —                          | —                          | —                          | —                          | —                          | Sold Out                   |
| 2020 | «Ночной мотылёк»                                 | —                          | —                          | —                          | —                          | —                          | —                          | —                          | —                          | —                          | —                          | —                          | без альбома                |
| 2020 | «Невеста»                                        | —                          | —                          | —                          | —                          | —                          | —                          | —                          | —                          | —                          | —                          | —                          | H2LO                       |
| 2020 | «Boom Boom» (Zeuskiss Remix)                     | —                          | —                          | —                          | —                          | —                          | —                          | —                          | —                          | —                          | —                          | —                          | Boom Boom (Remixes EP)     |
| 2020 | «Boom Boom» (Tomash Lukach Remix)                | —                          | —                          | —                          | —                          | —                          | —                          | —                          | —                          | —                          | —                          | —                          | Boom Boom (Remixes EP)     |
| 2020 | «Boom Boom» (Daniel Hollins Remix)               | —                          | —                          | —                          | —                          | —                          | —                          | —                          | —                          | —                          | —                          | —                          | Boom Boom (Remixes EP)     |
| 2020 | «Танцы с волками»                                | —                          | —                          | —                          | —                          | —                          | —                          | —                          | —                          | —                          | —                          | —                          | Superstar Show Live        |
| 2022 | «Caro Amico»                                     | —                          | —                          | —                          | —                          | —                          | —                          | —                          | —                          | —                          | —                          | —                          | Ciao, 2021!                |
| 2023 | «Щедрик»                                         | —                          | —                          | —                          | —                          | —                          | —                          | —                          | —                          | —                          | —                          | —                          | Made in U                  |
| Символ «—» означает, что сингл не попал в чарт или не выпускался в данной стране; символ «×» означает, что чарт был неактивен. |                                                  |                            |                            |                            |                            |                            |                            |                            |                            |                            |                            |                            |                            |

## Прочие появления
| Год  | Название                                         | Альбом                     |
| ---- | ------------------------------------------------ | -------------------------- |
| 2009 | «Тох Ашхаре Имана» (совместно с Татой Симоняном) | «Ереван-Киев Транзит»      |
| 2015 | «Скрябін»                                        | «Скрябін: Концерт пам’яті» |